# After The Apples
『After The Apples』（アフター・ジ・アップルズ）は、吉井和哉のミニアルバム。2011年11月16日にEMIミュージック・ジャパンから発売された。

## 解説
バンド時代も含め、吉井のキャリアにおいて初となるミニアルバム。初回盤は ｢Flowers & Powerlight Tour 2011｣ツアーのライブ音源を収録した特典ディスク付。
元々は前作『The Apples』のアウトテイクをまとめてリリースする予定だったが、東北地方太平洋沖地震やその影響下行われたツアーを経て、吉井の心境や状況が変わり、ほとんどが新録曲となった。候補曲は13曲ほどあり、中にはシングル候補と呼べるような曲もあったが、今回はあえてそれを外した。サウンドも前作では打ち込みでもバンドサウンドのようにしていたが、今回はその拘りも捨て、エレクトロニカやヒップホップのようなリズムも取り入れている。
前作同様、レコーディングは吉井のプライベートスタジオである「APPLE STUDIO」で行われた。今回はゲストミュージシャンは起用せず、演奏は全て吉井によるものである。
前作に続き、アートワークは寺田亨が担当。寺田は本作の製作が決まる以前より、個人的に『After The Apples』といったテーマでアートワークの製作を継続していたという。

## 収録曲
CD
| 全作詞・作曲・編曲: 吉井和哉。 |                     |          |            |      |
| #                              | タイトル            | 作詞     | 作曲・編曲 | 時間 |
| 1.                             | 「無音dB」          | 吉井和哉 | 吉井和哉   | 3:23 |
| 2.                             | 「Next Innovation」 | 吉井和哉 | 吉井和哉   | 4:28 |
| 3.                             | 「母いすゞ」        | 吉井和哉 | 吉井和哉   | 4:24 |
| 4.                             | 「ダビデ」          | 吉井和哉 | 吉井和哉   | 3:54 |
| 5.                             | 「バスツアー」      | 吉井和哉 | 吉井和哉   | 4:24 |
| 6.                             | 「Born」            | 吉井和哉 | 吉井和哉   | 5:05 |
| 合計時間:                      | 合計時間:           | 25:38    |            |      |

初回限定盤DISC
| 全作詞・作曲: 吉井和哉。 |                                                    |          |            |       |
| #                        | タイトル                                           | 作詞     | 作曲・編曲 | 時間  |
| 1.                       | 「ACIDWOMAN」(SENDAI RENSA)                        | 吉井和哉 | 吉井和哉   | 3:43  |
| 2.                       | 「VS」(SENDAI RENSA)                               | 吉井和哉 | 吉井和哉   | 4:01  |
| 3.                       | 「欲望」(SENDAI RENSA)                             | 吉井和哉 | 吉井和哉   | 3:50  |
| 4.                       | 「おじぎ草」(SENDAI RENSA)                         | 吉井和哉 | 吉井和哉   | 5:32  |
| 5.                       | 「球根」(SENDAI RENSA)                             | 吉井和哉 | 吉井和哉   | 6:36  |
| 6.                       | 「クランベリー」(SENDAI RENSA)                     | 吉井和哉 | 吉井和哉   | 6:15  |
| 7.                       | 「プリーズ プリーズ プリーズ」(SENDAI RENSA)       | 吉井和哉 | 吉井和哉   | 3:40  |
| 8.                       | 「ビルマニア」(SENDAI RENSA)                       | 吉井和哉 | 吉井和哉   | 4:15  |
| 9.                       | 「FLOWER」(SENDAI RENSA)                           | 吉井和哉 | 吉井和哉   | 3:50  |
| 10.                      | 「シュレッダー」(TOKYO INTERNATIONAL FORUM HALL-A) | 吉井和哉 | 吉井和哉   | 6:17  |
| 11.                      | 「LOVE & PEACE」(TOKYO INTERNATIONAL FORUM HALL-A) | 吉井和哉 | 吉井和哉   | 5:06  |
| 12.                      | 「ONE DAY 〜 BURN（隠しトラック）」(SENDAI RENSA)  | 吉井和哉 | 吉井和哉   | 10:13 |
| 合計時間:                | 合計時間:                                          | 63:18    |            |       |

## 楽曲について
1. 無音dB
2. Next Innovation
3. 母いすゞ
吉井曰くトラックはまんまヒップホップ。また、本作において「Born」と並び重要な位置づけとなる曲とも語っている[1]。PVが製作された。
4. ダビデ
ダビデ像をモチーフにしており、曲自体は『The Apples』の頃に出来ていた。『The Apples』収録の「おじぎ草」と対となる曲[2]。
また『Hummingbird in Forest of Space』の一曲目「Introduction」にこの曲の歌詞が微かに聞こえる。
5. バスツアー
6. Born
『The Apples』のアウトテイクから唯一収録された曲。今作への収録が真っ先に決まった曲でもある[1]。

## 参加ミュージシャン
- 全演奏 - 吉井和哉

### ライブ音源
- ギター　日下部正則
- ベース　三浦淳悟
- ドラム　吉田佳史
- キーボード　鶴谷崇